# Văn bản có định dạng

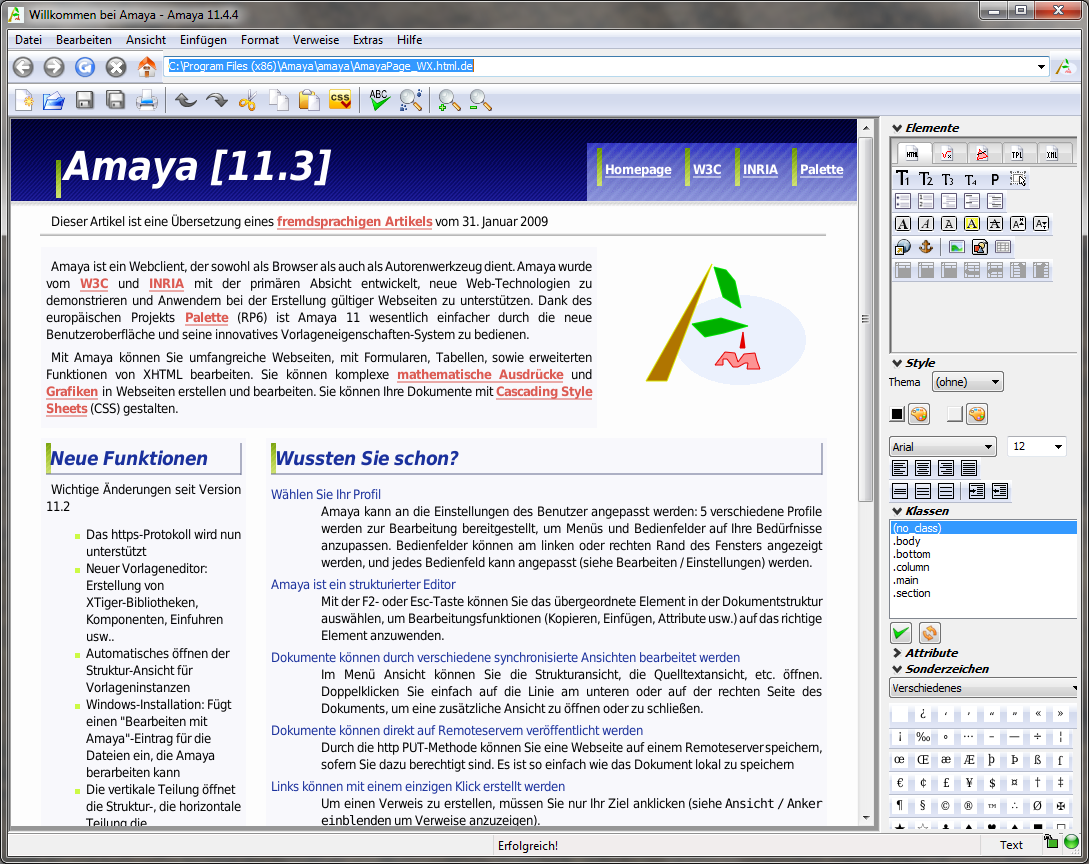
Văn bản có định dạng

Văn bản có định dạng (tiếng Anh: Formatted text, styled text hoặc rich text) một số nơi còn gọi là văn bản trù phú là dạng trình bày văn bản mà ngoài nội dung và quy cách trình bày thông thường, nó còn có thể chứa màu sắc, phong cách (chữ đậm, nghiêng), kích cỡ và tính năng đặc biệt (chẳng hạn như các siêu liên kết).
Phần mềm hỗ trợ soạn thảo văn bản có định dạng rất nhiều, thông qua trình duyệt thường sử dụng các trình soạn thảo trực tuyến dạng WYSIWYG, ví dụ CKeditor (tên cũ là FCKeditor), TiniMCE, Spaw...
Các phần mềm máy tính hỗ trợ văn bản có định dạng hiện nay phổ biến được sử dụng là Microsoft Office (Windows) hay OpenOffice.org, LibreOffice (Linux/Unix/Ubuntu).